# Forum européen de Wachau
Pour l’article homonyme, voir Wachau.
 (février 2019).

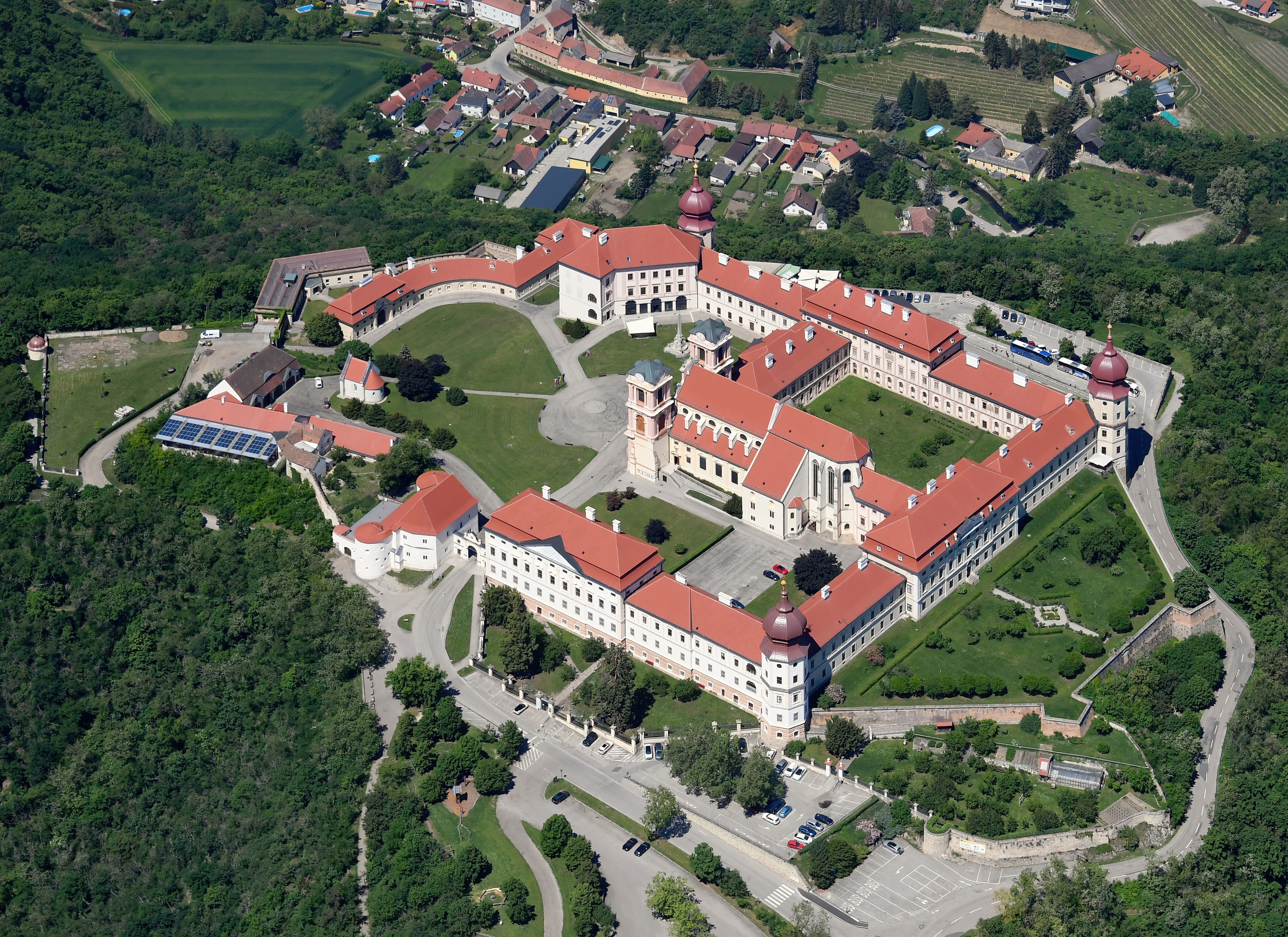
Lieu du Forum Européen de Wachau, l'Abbaye de Göttweig

Le Forum Européen de Wachau est un colloque annuel qui se tient depuis 1995 à l'abbaye de Göttweig, en Basse Autriche et traite principalement de politique européenne intérieure (élargissement de l'Europe, crise interne, économie etc.) mais s’intéresse aussi à l'extérieur de l'Europe (Crise en Crimée par exemple). Cette réunion se tient tous les ans en juin, bien qu'il n'y ait pas eu d'édition 2006. À cause de circonstances exceptionnelles, ce colloque se déroule parfois en mai ou en juillet,. Au fil des éditions, de nombreux politiciens ont participé à ce forum.

## Origine et choix du lieu
À la suite de l'intégration de l'Autriche à l'Union Européenne en 1995, le Forum Européen de Wachau est lancé afin de renforcer le lien entre les institutions européennes et les citoyens. Il a pour de but de permettre de discuter de politique intérieure et de renforcer la pensée européenne.
L'abbaye de Göttweig dans la région de Wachau, a été choisie pour montrer l’importance du christianisme dans la politique européenne et pour souligner la proximité des institutions européennes avec ses citoyens.

## Organisation

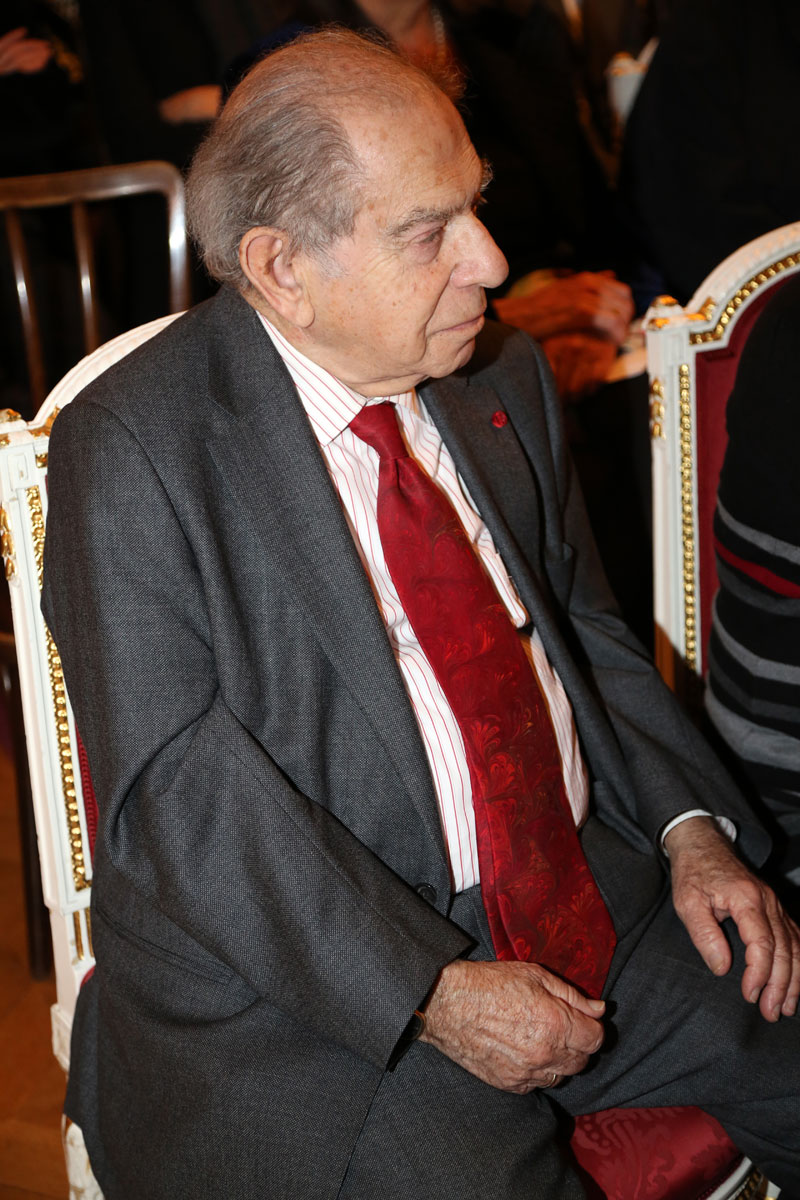
Modérateur du débat depuis 1995, Paul Landvai

Le forum est organisé conjointement par le gouvernement fédéral de Basse-Autriche, l'association Forum européen et ministère fédéral des affaires étrangères autrichien. Le forum travaille en étroite collaboration avec l'Institut pour l’Europe et avec des établissements d'enseignement. En outre les sponsors Raiffeisen, WKO soutiennent également le Forum de Wachau.
Le journaliste Paul Lendvai modère le débat lors du Forum Européen depuis 1995,.

## Premiers Forums Européens (1995 – 2004)
Six ans après la chute du rideau de fer et la réunification de l'Europe le premier Forum Européen de Wachau a lieu en juin 1995. Le gouverneur Erwin Pröll et l’ancien chancelier autrichien Wolfgang Schüssel assistent à la réunion. Ils seront présents au Forum Européen jusqu'en 2004. Le but de ce premier Forum est de contribuer au processus d'intégration européenne autrichien en traitant de la politique autour de la région du Danube au travers du développement de la sécurité, de l’économie et de la culture régionale.
À la suite de l'élargissement de l’UE en 2004, la Basse-Autriche se retrouve au centre de l’Union Européenne, aussi bien au sens politique qu'au sens géographique. La disparition progressive des frontières entre les pays est devenu possible  C’est pour cette raison que l’état fédéral de Basse Autriche organise avec la République tchèque et la Slovaquie une journée « Trois pays ».
« L'Europe des 25 » était le sujet principal du dixième Forum Européen de Wachau en 2004.

## Forum Européen de 2013 et de 2014 (crise et démocratie)

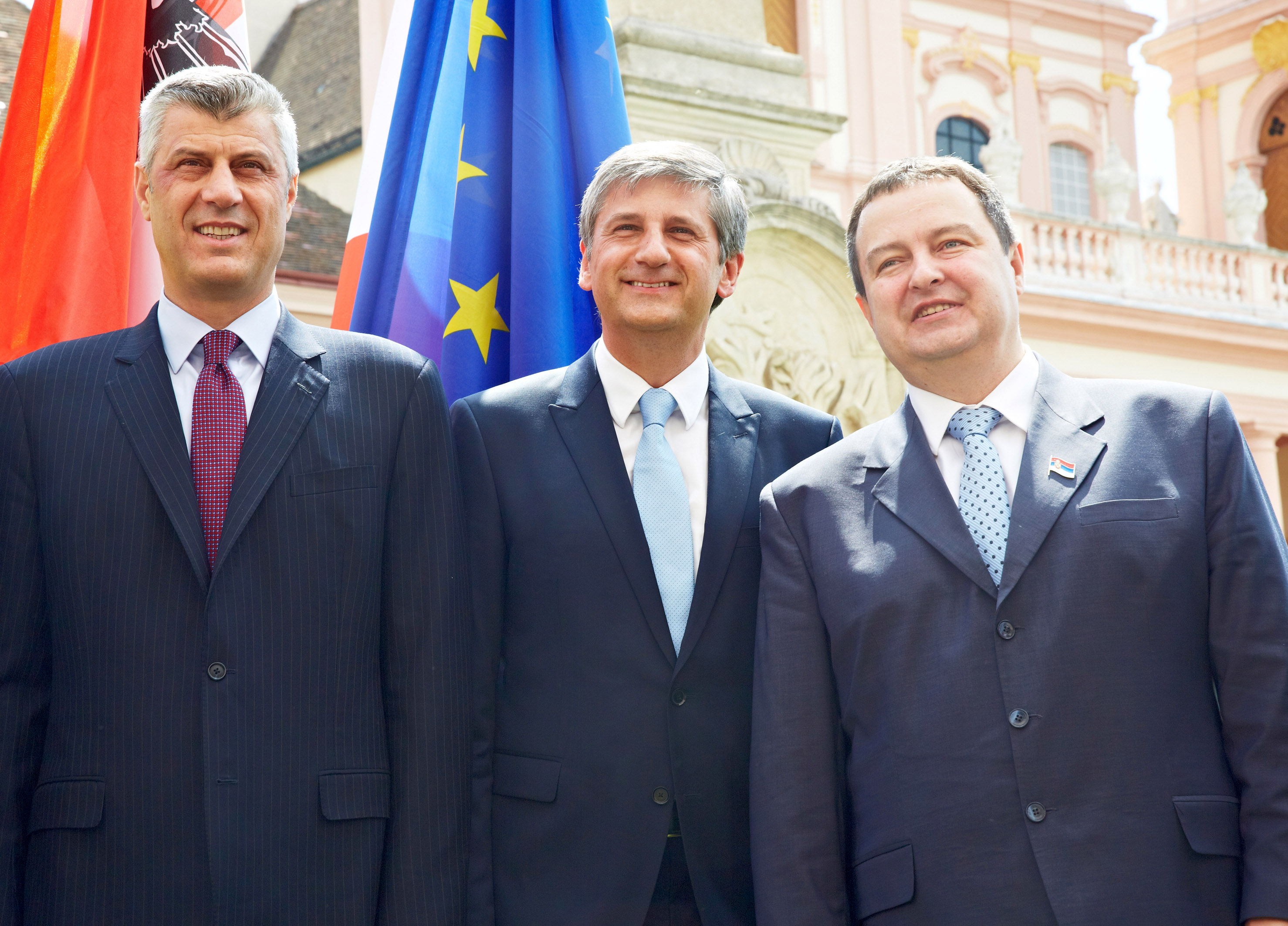
Le ministre des affaires étrangères Michael Spindelegger (au centre) avec le premier ministre serbe Ivica Dacic (à gauche) et Hashim Thaci (Kosovo) à droite

### 2013
En 2013, le Forum Européen de Wachau se tient les 15 et 16 juin et a pour thème: la crise dans les pays de l’Union Européenne. Il a pour devise « surmonter la crise – la forme d’une nouvelle Europe ». A cette occasion se tient une discussion entre politiciens des pays des Balkans, l’Union Européenne et l’Autriche. Le point d'orgue de cette discussion est la rencontre entre le chef du gouvernement serbe, Ivica Dačić et le représentant du Kosovo, Hashim Thaci. Le ministre des affaires étrangères autrichien Michael Spindelegger était le responsable de cette réunion. Il les a aidés à faire des progrès en direction de l'Union Européenne.
Miguel Herz-Kestranek, Erwin Pröll, Johannes Hahn et Valdis Dombrovskis ont été invités d’honneur et ont tenu chacun un discours.

### 2014
Le Forum Européen de Wachau du 17 et  du 18 mai 2014 a pour devise: « démocratie en Europe – nous pouvons choisir ». La crise entre l’Ukraine et la Russie et la sécurité au sein de l'Europe ont été les centres d’intérêt de ce forum.
De nombreux politiciens renommés comme Erwin Pröll, Alfred Gusenbauer, Sebastian Kurz, Johannes Hahn ou encore Michael Spindelegger ont participé. Le premier ministre serbe, Aleksandar Vučić a dû annuler en dernière minute sa venue sur fond des inondations catastrophiques en Serbie de la même année. Il a été remplacé par l’ambassadeur serbe en Autriche, Pero Janković.

## Forum européen  de 2015
Le 20e Forum Européen se concentre sur les limites de l'Europe et son rôle au niveau mondial . La ministre de la défense Tinatin Khidasheli, le Commissaire européen Johannes Hahn, le premier ministre serbe Aleksandar Vučić et Reinhold Mitterlehner ont participé à ce forum.
À la fin du forum, Erwin Pröll remet la « statue d’honneur de Saint Leopold » à Paul Lendvai pour le remercier de sa présence en tant que modérateur des débats depuis 1995. De plus le Prix d’État Européen est attribué pour la première fois.

## Forum Européen de 2016
En 2016 le Forum Européen Wachau a lieu les 11 et 12 juin. Le fil rouge de cette réunion concerne la contradiction entre une Europe unie en temps de prospérité mais quis se divise en temps de crise. Cette fois encore, Paul Lendvai modère les débats. La crise de réfugiés, le danger de nationalisme et du populisme et le rôle économique de l’Europe ont été abordés. Des personnalités de la politique, de l’économie, de la culture et des médias ont été invités.

## Forum Européen de 2017
Le Forum Européen 2017 s'est tenu les 10 et 11 juin à l’abbaye Göttweig en Basse-Autriche.
La réunion a pour devise "La proximité aux citoyens en Europe" et traite de quatre grands thèmes: la sécurité au sein de l'Union, la prise de décision efficaces et proches du citoyen, l'économie en traitant de la compétitivité de l'Europe et des problèmes de culture, de migration et de démocratie en temps de crise .
Les contenus du Forum Européen Wachau de 2017 est un sujet de cours à l’Université Vienne en collaboration avec Wikimedia Autriche. Le but de ce cours est de résumer puis de traduire les contenus du Forum Européen 2017. 

## Les jeunes et le Forum Européen
À l'occasion du dixième anniversaire du Forum Européen de Wachau en 2004, Johanna Mikl-Leitner membre du gouvernement fédéral de l’époque organise une séance plénière pour les jeunes. Des jeunes entre 18 et 25 ans des 25 États membres ont été invités pour le forum de 2025. Le but est de renforcer l’engagement des jeunes sur le thème de l’Europe.
« Individuellement nous sommes des mots, ensemble nous formons un poème. L’Europe ne doit pas rester un mot, l’Europe doit devenir un poème » déclare Erwin Pröll lors du quinzième Forum Européen de Wachau.
Les étudiants du Fachhochschule St. Pölten ont préparé un concept  traitant des relations publiques pour le Forum Européen de Wachau, comprenant des activités sur les réseaux sociaux et dans la presse avant et après la réunion. Le but étant de communiquer les messages du Forum Européen en utilisant les possibilités techniques. Plusieurs de ces mesures ont été mises en pratique,.